# 카마던셔

카마던셔

카마던셔(영어: Carmarthenshire, 웨일스어: Sir Gaerfyrddin)는 웨일스 남서부에 위치한 주급 자치시로 행정 중심지는 흘라네흘리이며 면적은 2,395km2, 인구는 189,117명(2022년 기준), 인구 밀도는 75명/km2이다. 북쪽으로는 케레디기온, 동쪽으로는 포이스, 남쪽으로는 니스포트탤벗과 스완지, 대서양, 서쪽으로는 펨브로크셔와 접한다.

## 같이 보기
- 분류:카마던셔 출신